# Dașava
Dașava (în ucraineană Дашава) este o așezare de tip urban din raionul Strîi, regiunea Liov, Ucraina. În afara localității principale, mai cuprinde și satele Haiducîna, Oleksîci și Șceaslîve.

## Demografie
Componența lingvistică a așezării de tip urban Dașava
     Ucraineană (99,79%)
     Alte limbi (0,21%)
Conform recensământului din 2001, majoritatea populației așezării de tip urban Dașava era vorbitoare de ucraineană (99,79%), existând în minoritate și vorbitori de alte limbi.